# روان الفؤاد
روان الفؤاد (13 مايو 1985 -) هي ممثلة ومغنية ومذيعة مصرية.

## حياتها ومسيرتها
ولدت في مايو 1985، عملت كمذيعة وكمطربة قبل ان تظهر بأدوار مؤثرة في التمثيل ، لها مجموعة من الأعمال الفنية بين المسلسلات والأفلام السينمائية، أبرز الأعمال الدرامية التي شاركت فيها ، وكانت أول بطولة لها، مسلسل" شيخ العرب همام" بترشيح من المخرج حسني صالح، أما أول بطولة لها في الأعمال السينمائية فكان فيلم هو في كده..تزوجت روان من المخرج حسني صالح ولكن الزواج لم يستمر أكثر من عام، وانفصلت عنه وتزوجت من رجل عربي ، أخر أعمالها هو الفيلم السينمائي " حليمو أسطورة الشواطيء" اختفت من بعده روان وانقطعت الأخبار عنها.

## أعمالها الفنية[4][5]

### الأفلام
- هو في كده 2013م
- ابن كار 2013م
- عزازيل ابن الشيطان 2014م
- ظرف صحي 2014م
- بنت من دار السلام 2014م
- نص دستة بنات 2015م[6]
- سيد كتاوت 2015م[7]
- حليمو أسطورة الشواطيء 2017م

### المسلسلات
- علي يا ويكا 2006م
- العيادة ج1 2008م
- العيادة ج2 2009م
- شيخ العرب همام 2010م
- وادي الملوك 2011م
- صفحات شبابية 2011م[8]
- وجع البنات 2016م[9]
- السبع بنات 2016م